# Tarne dives
Tarne dives är en spindelart som beskrevs av Simon 1885 [1886. Tarne dives ingår i släktet Tarne och familjen hoppspindlar. Inga underarter finns listade i Catalogue of Life.